# Sri Lankabhimanya
Sri Lankabhimanya (dt. Der Stolz Sri Lankas) ist die höchste nationale Auszeichnung von Sri Lanka. Sie wird vom Präsidenten von Sri Lanka im Interesse der sri-lankischen Regierung vergeben. Es kann als Titel oder Präfix des Preisträgers verwendet werden. Diese höchste zivile Auszeichnung wird für den „außergewöhnlich hervorragendsten und bemerkenswertesten Dienst für die Nation“ verliehen. Die Auszeichnung kann auch postum verliehen werden, wie es zum Beispiel bei Lakshman Kadirgamar der Fall war.

## Preisträger
| Jahr | Preisträger                                                             |
| ---- | ----------------------------------------------------------------------- |
| 1986 | Ranasinghe Premadasa                                                    |
| 1993 | Dingiri Banda Wijetunga                                                 |
| 2005 | Lakshman Kadirgamar (postum) Arthur C. Clarke                           |
| 2007 | Christopher Weeramantry Ahangamage Tudor Ariyaratne Lester James Peries |
| 2017 | W. D. Amaradeva                                                         |

## Weitere Auszeichnungen des Landes
Nach dem Sri Lankabhimanya gibt es noch den Deshamanya, den zweithöchsten zivilen Orden des Landes und er wird für „höchst lobenswerte Dienste“ vergeben. Dann noch den Deshabandhu, der dritthöchste zivile Orden, er wird für „lobenswerte Dienste“ vergeben.